# シンフォニックブラックメタル
シンフォニックブラックメタル(Symphonic Black Metal)は、ヘヴィメタルの中に含まれる音楽ジャンルの一つ。ブラックメタルのサブジャンルである。

## 概要
シンフォニックブラックメタルは、交響曲やオーケストラの要素を導入したブラックメタルである。通常のブラックメタルで用いられる楽器以外に、オーケストラで使われる楽器 (弦楽器、金管楽器、木管楽器)が使われることもある。また、クラシック音楽やオペラのようなクリーンボーカルが用いられることがある。しかし、基本的にはブラックメタル由来のトレモロリフ、高音域を強調したノイジーなギターサウンド、うなり声、金切声のようなボーカル等が用いられる。

## バンド一覧
- ...And Oceans（前期）
- Abigail Williams
- Alghazanth
- Anorexia Nervosa
- Arcturus
- Bal-Sagoth
- Catamenia
- Chthonic
- Cradle Of Filth
- Destinity（中期）
- Dimmu Borgir
- Dragonlord
- Emperor
- Equilibrium
- Enslavement Of Beauty
- Ethereal Sin
- Graveworm
- Illnath
- Limbonic Art
- Nightfall
- Nokturnal Mortum
- Shade Empire
- Stormlord

## 関連ジャンル
- ブラックメタル
- デスメタル
- シンフォニックメタル